# Paul Bromberg
Paul Bromberg Zilberstein (Bogotá 20 de mayo de 1952) es un físico y político colombiano. Estudió Física en la Universidad Nacional de Colombia y en la Universidad de Columbia Británica de Canadá. 

## Biografía
Se ha desempeñado durante muchos años como profesor del departamento de Física de la Universidad Nacional de Colombia, de la cual llegó a ser vicerrector de Recursos y secretario general durante la rectoría de Antanas Mockus entre 1990 y 1993. 
En 1995, tras su elección como Alcalde de Bogotá, Mockus lo designó director del Instituto de Cultura y Turismo de la ciudad. Cuando Mockus anunció su renuncia en abril de 1997 para postular a la Presidencia de la República, debió enviar una terna al entonces presidente Ernesto Samper para que escogiera a su sucesor y entre ellos incluyó a Bromberg, quien fue designado Alcalde de Bogotá para terminar el periodo de Mockus, que iba hasta el 31 de diciembre de ese mismo año. Durante su mandato, demolió el Laboratorio Nacional de Higiene, que era Monumento Nacional.
Tras dejar la alcaldía, Paul Bromberg regresó a Universidad Nacional de Colombia, nuevamente como profesor de física y ahora también de gobierno urbano. Desde 2008 es miembro fundador de la revista Razón Pública. En 2012 el alcalde de Bogotá Gustavo Petro lo designó en el cargo de Veedor Distrital, pero Bromberg lo rechazó debido a que, de acuerdo con sus declaraciones, Petro quiso imponerle de segundo al mando a una persona de su confianza que "no tenía el perfil para el cargo".